# Receptor (érzékelés)
A receptorok ektodermális eredetű, módosult idegsejtek, a reflexív első tagjai. Lehetnek egyesével (külön a bőrben), de lehetnek csoportosan is (érző hám), és ha támasztósejtekkel is körül vannak véve, érzékszerveket alkotnak (például szem). A receptorok felfogják a külső és belső ingereket. Ezek az ingerek (hő, fény, mechanikai) valamilyen energiát tartalmaznak, melyet a receptor bioelektromos jelenséggé alakít át. Az ingernek elég erősnek kell lennie, hogy a receptor nyugalmi feszültségét átalakítsa működési feszültséggé (akciós potenciállá). Ezt vagy egy nagy inger teszi, vagy sok kicsi egymás után. Ha a receptor érzékeli az ingert, akkor az inger elérte az ingerküszöböt. Az evolúció során a receptor alkalmazkodott a különböző  ingerekhez, és azt az ingert, amelyre a receptor a legérzékenyebb, fajlagos, vagy adekvát ingernek nevezzük. Így minden receptornak megvan a saját fajlagos ingere. Ettől még a receptor másik ingerre is érzékeny lehet.
Minden vagy semmi törvénye: ha az inger nem éri el az ingerküszöböt, akkor a receptor nem reagál az ingerre. Az ingernek megfelelő erősségűnek, gyorsnak és hosszúnak kell lennie, hogy a receptor reagáljon a fajlagos ingerre. A fajlagos ingert ha összehasonlítjuk az állatokéval rájövünk, hogy más-más. Például a kutya szaglása kisebb ingerküszöbű mint az emberé.

## Receptorok felosztásai
Receptorok felosztása történhet:
- Ingerspecifikusság szerint
  1. Fotoreceptor (látás)
  2. Chemoreceptor (ízlelés, szaglás)
  3. Mechanoreceptor (tapintás, hallás)
  4. Thermoreceptor (hőségérzet, hidegérzet)
  5. Fájdalom (szöveti sérülés)
- Fejlődés szerint, keletkezés alapján
  1. Elsődleges receptor – gerincteleneknél jött létre. Van idegsejt test, és van végződésük és ezen egy szőrszál, ami az ingerfelfogó. Ez felveszi az ingert, átalakítja ingerületté és továbbítja.
  2. Másodlagos receptor – a hámsejtekben található. Ezek is felveszik az ingert mint az elsődleges receptorok, és ingerületté alakítják, de nem továbbítják. A továbbítást a szomszéd idegsejt végzi, aminek kettő idegvégződése van (bipoláris neuron).
  3. Szabad idegvégződések – a hámsejtekben található. Ezek mélyen a bőrben vannak, csak a nyúlványok vannak a felső részben. Ezek veszik fel az ingerületet. A nyúlvány lehet a szőrtüsző mellett, vagy szabadon. Fájdalomra reagálnak.
    - Speciális végződésűek: Ruffini (hőre reagálnak), Merkel (nyomást érzékelik a tenyéren és a talpon)
    - Tokos végződésűek: Meisner-testek, az idegvégződés tokot alkot, ezek a tapintást érzékelik a bőrben a hámréteg alatt. Mélyebben az irhában találhatóak a Pacini-testek, amelyek a nyomást érzékelik. Az irhában található még a Krausz-test, a hideget érzékeli.
- Ingerfelvétel helye szerint
  1. Exteroreceptor – a külső környezetből veszi fel az ingereket
    - Kontakt receptor – kapcsolatban állnak az ingerforrással. Ilyen van a bőrben.
    - Tele receptor – nem érintkeznek az ingerforrással (látás, hallás)

  2. Interoreceptor – a belső környezetből veszi fel az ingereket
    - Proprio – az izmokban, ízületekben és ínszalagokban található.
    - Viscero – a belső szervek falaiban.

Mindezek különböző mennyiségben fordulnak elő a testben, például tapintást érzékelők legsűrűbbek az ujjbegyekben, a melegérzékelők ajkakban, hideget érzők a talpon és a lábfejen, és a háton.

## Minőség meghatározása
A receptoroknak meghatározható a minősége is. Ezt a felbontóképességével tudjuk bizonyítani. A felbontás történhet térben és időben. A felbontóképességet akkor tudja meghatározni, ha kettő inger, ami egymás után jön elválasztható egymástól. A tapintásnál a háton a legrosszabb, mert akár 3 cm is lehet a távolság az érzősejtek között, így egynek érezzük. A szemnek nagyon jó, 0,1 mm távolságban levő kettő pontot is kettőnek lát. A hallást időbélileg tudjuk meghatározni.